# Alba Berlin
O Alba Berlin também conhecido por Berlin Albatrozes (em referência ao mascote) é um clube profissional de basquetebol sediado em Berlin, Alemanha que atualmente joga na BBL (Alemanha) e a Liga dos Campeões (BCL). Foi fundado em 1989 e manda seus jogos na Uber Arena (capacidade 14.500)
Em sua história venceu 11 ligas alemãs (1996-97, 1997-98, 1998-99, 1999-00, 2000-01, 2001-02, 2002-03, 2007-08), 10 Copas da Alemanha (1996–97, 1998–99, 2001–02, 2002–03, 2005–06, 2008–09, 2012–13, 2013–14, 2015–16, 2019–20, 2020-21, 2021-22) e 1 Korac Cup em 1995.
Uma das maiores façanhas da equipe foi ter vencido o campeão na NBA San Antonio Spurs por 94x93 em Berlim no dia 8 de outubro de 2014.

## 1991-2000: Fundação e primeiros campeonatos

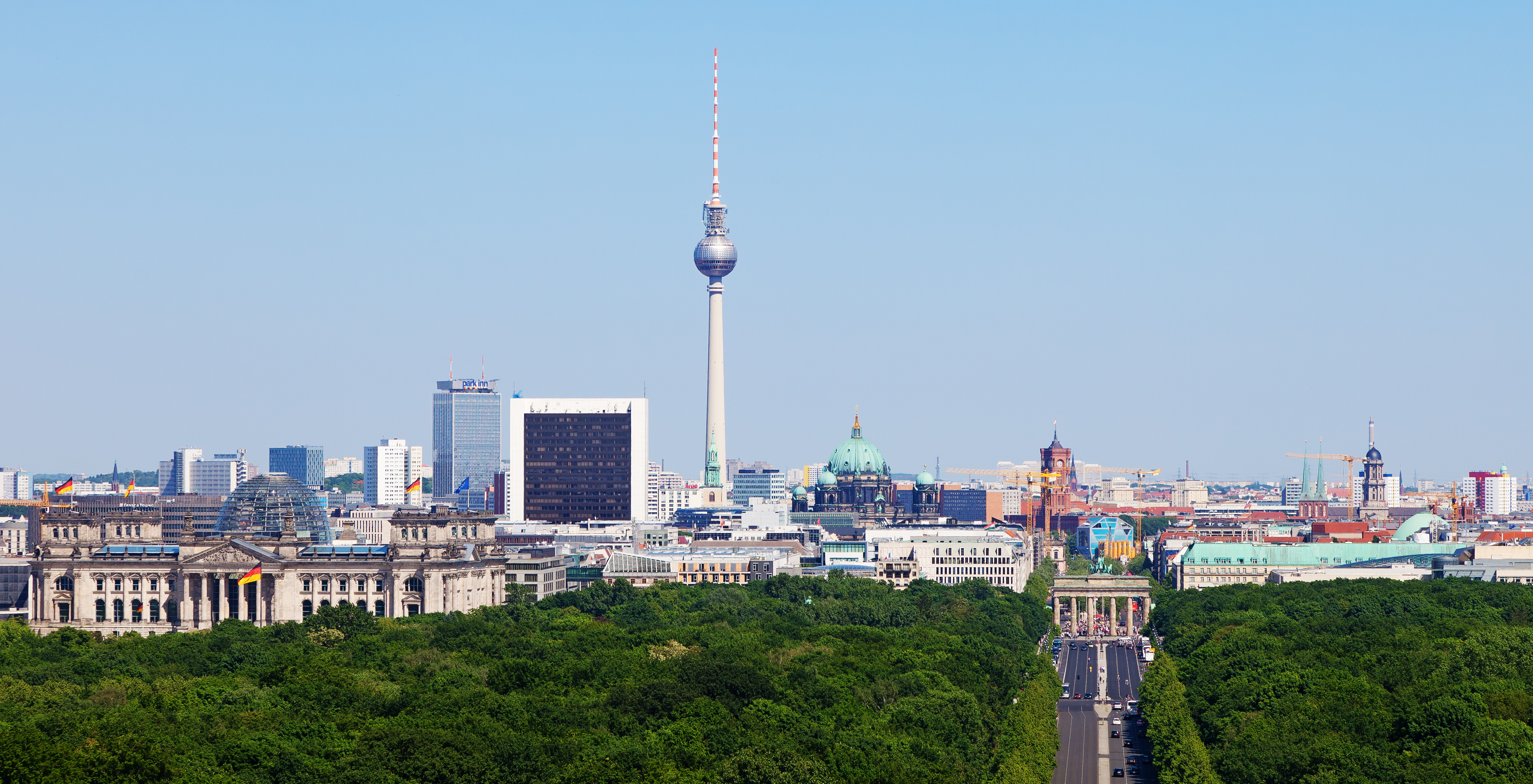
Alba Berlin foi fundado em 1991

Alba Berlin iniciou sua história com o nome de BG Charlottenburg, um clube de basquetebol no Oeste de Berlim que foi fundado em 1989. Em 1991, quando a multinacional alemã ALBA AG concordou em patrocinar o clube e assim neste ano passou a denominar-se ALBA Berlin.
Pouco tempo depois , sob a direção do técnico Faruk Kulenović, o Alba Berlin tornou-se vice-campeão na Liga Alemã. A era Pešić que iniciou-se em 1993 teve seu auge em 1995, quando o Alba Berlin alcançou a maior conquista de um clube alemão vencendo a Korac Cup, contra o Stefanel Milano.
Em 1996, depois mudar-se de Sömmeringhalle para Max-Schmeling-Halle, o Alba finalmente venceu a Liga Alemã,impedindo que o Bayer Giants Leverkusen vencesse seu 8º título seguido (1990-1996).

## 2000–2008: Profissionalização e sucesso nacional
O Alba que alcançou o "Hepta-campeonato" entre anos de 1997-2003, sendo que de 1997 a 2000 sob a batuta de Pešić e de 2001 a 2003 sob o comando de Emir Mutapčić, porém sem conquistas em nível europeu a equipe foi se reconstruindo a cada temporada, foi criado também o cargo de gerente que foi ocupado por Henning Harnisch. Em 1 de Setembro de 2005 o clube foi transformado em uma empresa (GmbH).
Na temporada 2005-06, com novo técnico Henrik Rödl, o Alba Berlin venceu a Copa da Alemanha e venceu a temporada regular da Liga Alemã, porem foi vencido nas séries finais pelo RheinEnergie Köln. Nesta época o técnico do Köln era Saša Obradović, um dos campeões da Korac Cup em 1995 pelo Alba Berlin. O fato se repetiu na temporada 2006-2007 quando o Alba Berlin foi o vencedor da temporada regular, mas foi eliminado nas semi finais pelo Artland Dragons. Com este resultado Rödl foi demitido e em seu lugar assumiu Luka Pavićević, iniciando uma nova renovação na equipe. Após problemas de lesão com Goran Jeretin por toda a temporada e de Aleksandar Rašić nos play-offs, em janeiro de 2008 o Alba Berlin se beneficiou pela insolvência do Cologne 99ers e assinou com suas maiores estrelas Immanuel McElroy e Aleksandar Nađfeji. Então liderado pelo MVP Julius Jenkins, a equipe foi superior os demais e reconquistou a Alemanha após 5 anos de hiato.

## 2008–2014: Atual Momento
Após a mudança para sua nova "casa", a Mercedez-Bens Arena, os atuais campeões abriram um novo capitulo de sua história, com a maior média de público da Alemanha em torno de 7000 espectadores por jogo, Marco Baldi, Gerente, e Axel Schweitzer presidente do conselho fiscal decidiram dar um passo rumo a presença constante em competições internacionais e com boas apresentações, sendo assim a Anschutz Group, proprietária da O2 Arena, a cidade de Berlin e o Alba Berlin concordaram com um contrato de 15 anos até 2023, com opção de renovação por outros 10 anos.
Como campeão alemão na temporada 2007-2009, o Alba Berlin ganhou o direito de disputar a Euroliga 2008-2009. Nesta ocasião a equipe chegou ao TOP 16 não conseguindo vencer os clubes da elite europeia FC Barcelona, Real Madrid e Maccabi Tel Aviv. No entanto, ALBA alcançou o melhor média de público na competição com  11 264 espectadores no O2 World. Além disso o clube teve um público de 14 800 espectadores contra o  Union Olimpija, que é considerado recorde em uma Copa Europeia em jogos na Alemanha. Neste ano na Copa da Alemanha o clube perdeu a final para o Baskets Bonn, e pelo mesmo rival foi "varrido" nos play-offs semifinais da Liga.
Em 2009, o dirigente do Alba Berlin, Marco Baldi, foi homenageado pelos executivos  da Euroliga como o dirigente do ano.
Em 8 de Outubro de 2014 o Alba Berlin venceu os campeões da NBA 2013-2014, San Antonio Spurs por 94-93 numa grande partida Jamel McLean

## Uniformes
| Casa | Visitante |

## Patrocinadores
| Patrocinador Oficial               | ALBA SE             |
| Patrocínio de Camisa               | ZhongDe Metal Group |
| Patrocinador de Material Esportivo | Adidas AG           |

## Hall da Fama

### Jogadores Notáveis

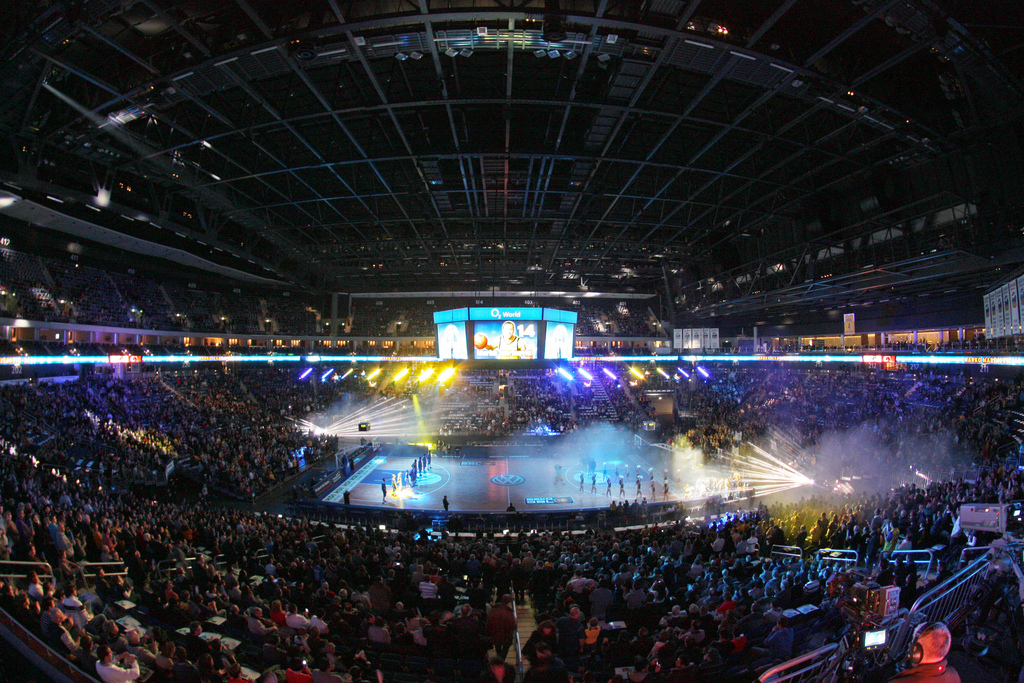
ALBA Berlin é um dos clubes mais visitados na Europa.

| Alemães: - Stephen Arigbabu - Stephan Baeck - Uwe Blab - - Mithat Demirel - Patrick Femerling - Stefano "Nino" Garris - Hansi Gnad - Demond Greene - Henning Harnisch - Johannes Herber - Jörg Lütcke - - Ademola Okulaja - - Teoman Öztürk - - Marco Pešić - Henrik Rödl - Heiko Schaffartzik - Sven Schultze - Christian Welp | Europeus/Africanos: - Teoman Alibegović - Vule Avdalović - Ruben Boumtje-Boumtje - Tadija Dragićević - Goran Jeretin - Geert Hammink - Vasily Karasev - Dejan Koturović - Matej Mamić - Martynas Mazeika - Goran Nikolić - Saša Obradović - Kirk Penney - - Vladimir Petrović-Stergiou - Zoran Radović - Miroslav Raduljica - Blagota Sekulić - Jovo Stanojević - Szymon Szewczyk - Tanel Tein - Jiří Zídek, Jr. | Norte-Americanos: - Wendell Alexis - William Avery - Michael Bradley - Bobby Brown - John Celestand - Terry Dehere - Sharrod Ford - Kiwane Garris - Julius Jenkins - Immanuel McElroy - Chris Owens - Mike Penberthy - Derrick Phelps - Hollis Price - Kevin Rankin - Dijon Thompson - Luke Whitehead - Mike Whitmarsh - Michael Wright |

### Técnicos Notáveis
| - Svetislav Pešić - Emir Mutapčić - Henrik Rödl | - Muli Katzurin - Gordon Herbert - Saša Obradović |

### Números Retirados
- Wendell Alexis #12
- Henrik Rödl #4

## Classificação por Temporada
| Temporada | Nível | Liga       | Pos. | Liga Alemã        | Competições Europeias | Competições Europeias |
| --------- | ----- | ---------- | ---- | ----------------- | --------------------- | --------------------- |
| 1991–92   | 1     | Bundesliga | 2º   |                   | 2 Copa Saporta        | TR                    |
| 1992–93   | 1     | Bundesliga | 2º   |                   | 3 Copa Korać          | TR                    |
| 1993–94   | 1     | Bundesliga | 3º   |                   | 3 Copa Korać          | TR                    |
| 1994–95   | 1     | Bundesliga | 2º   |                   | 3 Copa Korać          | C                     |
| 1995–96   | 1     | Bundesliga | 2º   | Semifinalista     | 3 Copa Korać          | QF                    |
| 1996–97   | 1     | Bundesliga | 1º   | Campeão           | 1 Euroliga            | TR                    |
| 1997–98   | 1     | Bundesliga | 1º   |                   | 1 Euroliga            | QF                    |
| 1998–99   | 1     | Bundesliga | 1º   | Campeão           | 1 Euroliga            | TR                    |
| 1999–00   | 1     | Bundesliga | 1º   | Finalista         | 1 Euroliga            | TR                    |
| 2000–01   | 1     | Bundesliga | 1º   |                   | 1 SuproLiga           | QF                    |
| 2001–02   | 1     | Bundesliga | 1º   | Campeão           | 1 Euroliga            | TR                    |
| 2002–03   | 1     | Bundesliga | 1º   | Campeão           | 1 Euroliga            | TR                    |
| 2003–04   | 1     | Bundesliga | 3º   |                   | 1 Euroliga            | TR                    |
| 2004–05   | 1     | Bundesliga | 3º   |                   | 2 ULEB Cup            | TR                    |
| 2005–06   | 1     | Bundesliga | 2º   | Campeão           | 2 ULEB Cup            | TR                    |
| 2006–07   | 1     | Bundesliga | 5º   |                   | 2 ULEB Cup            | TR                    |
| 2007–08   | 1     | Bundesliga | 1º   | Quarto colocado   | 2 ULEB Cup            | TR                    |
| 2008–09   | 1     | Bundesliga | 3º   | Campeão           | 1 Euroliga            | T16                   |
| 2009–10   | 1     | Bundesliga | 6º   | Quartas de Finais | 2 Eurocup             | FN                    |
| 2010–11   | 1     | Bundesliga | 2º   | Quartas de Finais | 2 Eurocup             | TR                    |
| 2011–12   | 1     | Bundesliga | 5º   | Quartas de Finais | 2 Eurocup             | TR                    |
| 2012–13   | 1     | Bundesliga | 5º   | Campeão           | 1 Euroliga            | T16                   |
| 2013–14   | 1     | Bundesliga | 2º   | Campeão           | 2 Eurocup             | QF                    |
| 2014–15   | 1     | Bundesliga | 3º   | Terceiro Colocado | 1 Euroliga            | T16                   |
| 2015–16   | 1     | Bundesliga | 7º   | Campeão           | 2 Eurocup             | T16                   |
| 2016–17   | 1     | Bundesliga | 6º   | Terceiro colocado | 2 EuroCup             | T16                   |
| 2017–18   | 1     | Bundesliga | 2    | Finalista         | 2 EuroCup             | T16                   |
| 2018-19   | 1     | Bundesliga | 3    | Finalista         | 2 EuroCup             | FN                    |
| 2019-20   | 1     | Bundesliga | 4    | Campeão           | 1 EuroLiga            | TR                    |
| 2020-21   | 1     | Bundesliga | 2    | Campeão           | 1 EuroLiga            | TR                    |
| 2021-22   | 1     | Bundesliga | 1    | Campeão           | 1 EuroLiga            | TR                    |
| 2022-23   | 1     | Bundesliga | 2    | Quartas de finais | 1 EuroLiga            | TR                    |
| 2023-24   | 1     | Bundesliga | 2    | Finalista         | 1 EuroLiga            | TR                    |
| 2024-25   | 1     | Bundesliga | 7    | Quartas de finais | 1 EuroLiga            | TR                    |
| 2025-26   | 1     | Bundesliga |      |                   | 3 Liga dos Campeões   |                       |

## Honras

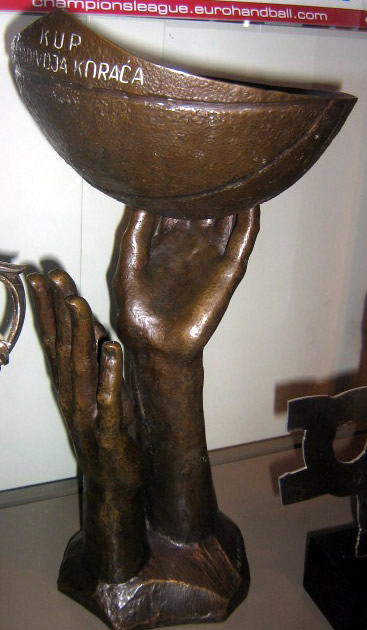
Korać Cup

Total de Títulos: 20

### Competições Domésticas
- Liga Alemã
  - Campeão (11): 1997, 1998, 1999, 2000, 2001, 2002, 2003, 2008, 2020, 2021, 2022
- Copa da Alemanha
  - Campeão (11): 1996–97, 1998–99, 2001–02, 2002–03, 2005–06, 2008–09, 2012–13, 2013–14, 2015–16, 2019–20, 2021-22
- Copa dos Campeões
  - Campeão (3): 2008, 2013, 2014

### Competições Europeias
- Korać Cup
  - Campeão (1): 1995
- Eurocup
  - Vice-campeão (2): 2010, 2018-19

### Jogos contra equipes da NBA
| 6 de Outubro de 2012 |  | Alba Berlin | 84–89 | Dallas Mavericks |  | O2 World, Berlim |  |

| 8 de Outuobro de 2014 |  | Alba Berlin | 94–93 | San Antonio Spurs |  | O2 World, Berlim |  |

## Arenas
- Sömmeringhalle (1991–1996)

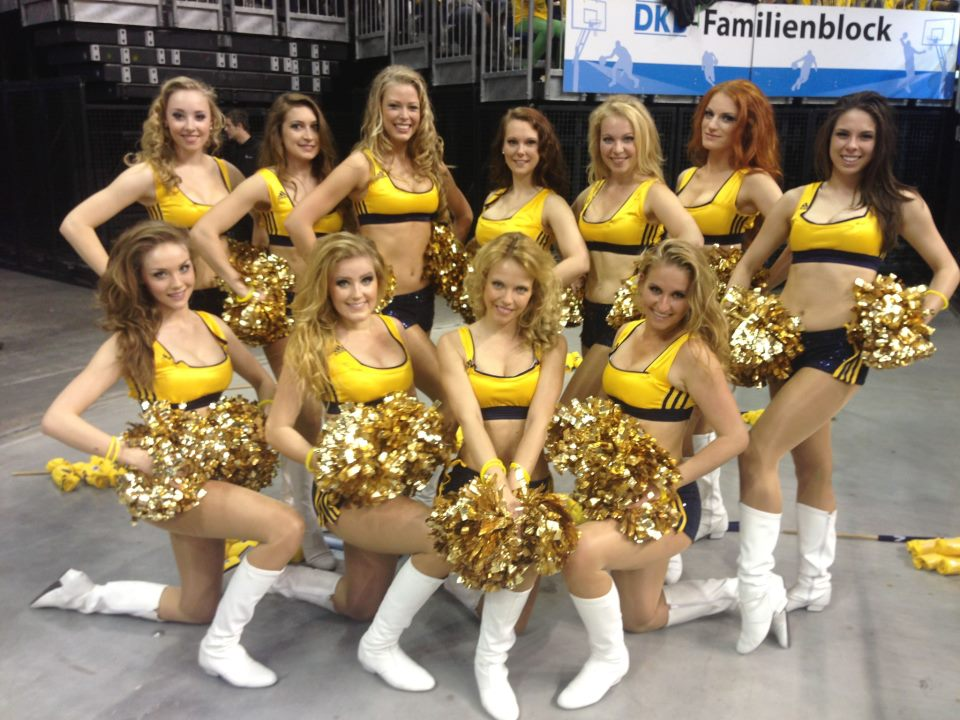
Dançarinas do ALBA em 2013

- Deutschlandhalle (1995), usada apenas na Final da Korac Cup
- Max-Schmeling-Halle (1996–2008)
- Uber Arena (Berlin) (2008–presente)

## Ligações Externas
- «Página oficial» (em alemão) (em inglês) (em chinês)
- Perfil da Equipe no Sítio Euroleague.net
- Perfil da Equipe no Sítio Eurobasket.com